# Trận Grozny (1994-1995)
Trận Grozny lần thứ nhất là trận đánh giữa Lực lượng mặt đất Nga thuộc Quân đội Nga đã phong tỏa và chiếm đóng thủ phủ Grozny (Grô-z-nưi) của cộng hòa Chechnya (Chét-xi-nha) vốn chưa bao giờ khuất phục trong những tháng đầu của cuộc Chiến tranh Chechnya lần thứ nhất. Cuộc tấn công kéo dài từ tháng 12 năm 1994 đến tháng 3 năm 1995, hàng loạt diễn biến chiến sự dẫn đến Quân đội Nga chiếm đóng thành phố Grozny đổ nát trước sự tập hợp của phiến quân Chechnya bất trị xung quanh chính quyền của viên tướng Dzhokhar Dudayev - "Đứa con Chechnya đau khổ". Cuộc đụng độ ban đầu dẫn đến thương vong rất lớn cho Nga dẫn đến sự thất điên bát đảo và mất tinh thần nghiêm trọng hàng loạt trong các lực lượng Nga.
Phải mất thêm hai tháng giao tranh ác liệt và thay đổi chiến thuật liên tục thì Quân đội Nga mới có thể tái chiếm được Grozny nhưng trận chiến đã gây ra sự thiệt hại và thương vong to lớn cho thường dân và chứng kiến chiến dịch ném bom nặng nề nhất ở Châu Âu kể từ khi kết thúc Chiến tranh thế giới thứ hai khi quân đội Nga tiến hành vây hãm thành phố Grozny, hàng ngàn thường dân đã thiệt mạng vì các cuộc không kích và pháo kích. Trận đánh kinh điển này cũng đi vào giáo án quân sự như những bài học về tác chiến đô thị. Trận chiến ở Grozny đã cho giới chức quân sự Nga những bài học đắt giá và nhận ra rằng xe tăng Nga không phải lúc nào cũng là thứ vũ khí bất khả chiến bại, rõ ràng nhất là khi tác chiến trong không gian chật chội.

## Diễn biến
Đợt tấn công đầu tiên được quân Nga tiến hành vào đêm giao thừa năm 1995 (tối ngày 22 tháng 12 năm 1994), sau những cuộc oanh kích bằng máy bay, quân Nga tiến lên, nhưng cuộc đột kích ban đầu này đã kết thúc bằng thất bại thảm hại của quân đội Nga với thương vong nặng gồm hơn 2.000 lính Nga đã tử trận trong đợt xung phong đầu tiên này, đa phần là lính nghĩa vụ mới tuyển mộ, trong đó thiệt hại nặng nhất thuộc về Lữ đoàn Cơ giới 131 "Maikop" khi lữ đoàn này bị tiêu diệt hoàn toàn trong cuộc chiến tại nhà ga trung tâm Grozny. Để tiêu diệt lực lượng tăng thiết giáp hùng hậu của Nga, các tay súng Chechnya dùng các vũ khí chống tăng do chính Liên Xô và Nga sản xuất, họ chia nhỏ thành các tổ hỏa lực khoảng 3-4 người gọi là "Tổ săn tăng", mỗi tổ gồm một xạ thủ rocket chống tăng, một xạ thủ bắn tỉa hạ bộ binh, các tay súng còn lại làm nhiệm vụ bọc hậu và vận chuyển đạn cho rocket và tay bắn tỉa. Các toán chiến đấu triển khai các tổ hoả lực của mình vào các đội săn tăng.
Xạ thủ bắn tỉa và xạ thủ súng máy chia cắt bộ binh, còn xạ thủ rocket chống tăng tiêu diệt xe tăng-thiết giáp. Các đội được bố trí ở tầng 1, tầng 2, tầng 3 của các toà nhà và trong các tầng hầm. Thường thì 1 xe tăng bị 5-6 đội tấn công đồng thời. Góc bắn thẳng đứng của pháo tăng Nga không cho phép xe tăng tác chiến chống "các thợ săn tăng" khi họ triển khai trong tầng hầm hoặc tầng 2-3, còn cuộc tấn công đồng thời của 5-6 đội làm cho các súng máy trên tăng trở nên vô hiệu. Xe tăng bị bắn vào nóc, vào 2 bên sườn hoặc phía sau xe. Nóc xe bị ném các chai xăng hoặc napalm. Mỗi xe tăng thiết giáp bị diệt phải hứng trung bình 3-6 quả đạn sát thương. Mục tiêu ưa thích của các xạ thủ rocket chống tăng Chechnya là thùng dầu và động cơ. Các "thợ săn tăng" thường tìm cách lừa các đoàn xe vào các các bẫy trên đuờng phố bằng cách tiêu diệt các xe đi đầu và đi cuối đoàn xe, sau đó lần lượt tiêu diệt cả đoàn xe.
Những tổn thất đầu tiên của Nga là do chiến thuật không phù hợp, chủ quan và sẵn sàng chiến đấu kém. Quân Nga tiến vào trung tâm Grozny mà không bao vây thành phố và không cắt được các nguồn tiếp viện vào thành phố. Họ dự định đánh chiếm thành phố trong hành tiến, thậm chí không phải đổ bộ binh xuống chạy bộ. Do thiếu quân, các đoàn xe gồm các đơn vị hỗn hợp và đa số các xe bọc thép chở quân vận động với rất ít lính bộ binh đi cùng yểm trợ hoặc không có, các đoàn xe đầu tiên này đã mất liên lạc và bị tiêu diệt hoàn toàn. Mặc dù chiếm được Grozny nhưng quân Nga đã bị du kích Chechnya và quân chiến đấu vây hãm tiêu diệt. Tại các điểm nóng Argun và Gudermes, quân Nga bị bao vây nhiều tuần liền. Các nỗ lực giải cứu đều bị đánh bật với thương vong lớn, một nửa quân số của Trung đoàn cơ giới 276 bị tiêu diệt chỉ trong 2 ngày chiến đấu giải vây, hàng ngàn quân Nga đã bị bắt hoặc tự nguyện đầu hàng du kích Chechnya.
Sau khi rút ra khỏi chiến trường, các đơn vị quân đội Nga tiến hành tổ chức lại đội hình chiến đấu, bổ sung thêm tăng thiết giáp và sinh lực tiêu hao sau trận chiến và tiếp tục tổ chức tấn công. Phải đến ngày 26 tháng 03 năm 1995 thì Nga mới giành lại được thành phố Grozny từ phiến quân Dudayev. Sau khi tái tổ chức, quân số bộ binh được tăng thêm và bắt đầu giải phóng có hệ thống từng ngôi nhà, từng khu phố. Tổn thất xe tăng-thiết giáp đã giảm đáng kể nhờ thay đổi chiến thuật. Bộ binh Nga tiến ngang với xe tăng-thiết giáp để yểm trợ. Để tiêu diệt các thợ săn tăng, quân Nga tổ chức các cuộc phục kích trên các tuyến đường tiếp cận của họ. Nhìn chung, dù bị thiệt hại nặng nề do chiến thuật du kích nhưng quân Nga với ưu thế về kỹ thuật, vũ khí cũng như số lượng lính nghĩa vụ đông đảo cũng chiếm được thủ phủ Grozny qua chiến tranh đường phố đẫm máu. Đỉnh điểm của cuộc chiến là trận tàn phá thủ đô Grozny. Tướng A. Lebed đã cố gắng ngăn chặn đổ máu thêm ở Grozny với vai trò trung gian hòa giải giữa quân Nga và phiến quân Chesnia, tướng A. Lebed đã giúp chấm dứt chiến dịch 1994–1996 của Nga ở Chechnya.

## Hậu chiến

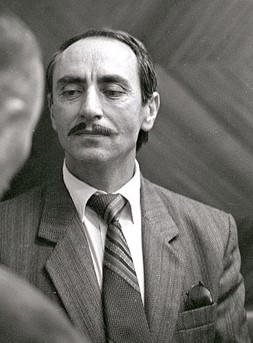
Nguyên Thiếu tướng không quân Liên Xô Dudayev - "Đứa con Chechnya đau khổ" đã chết thê thảm khi máy bay nga bắt được tín hiệu vô tuyến điện của ông dẫn đến bước ngoặt của trận chiến này

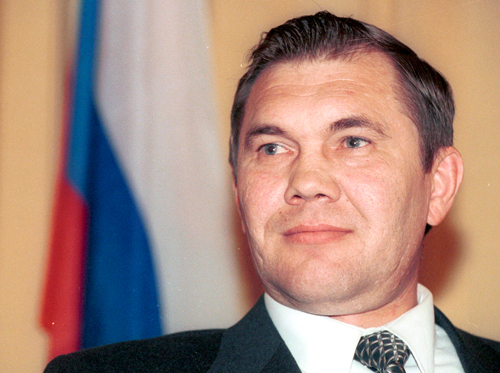
Tướng A.Lebed đóng vai trò trung gian hòa giải cho hai bên đình chiến

Trong những diễn biến sau đó, mặc dù các tay súng thánh chiến Chechnya chống cự ác liệt, ngày 11 tháng 08 năm 1996, quân đội Nga mở hành lang quan trọng tiến vào phủ tổng thống. Sang đến ngày 13 tháng 08 năm 1996, các đơn vị quân đội Nga đồng loạt phản kích đánh lui lực lượng khủng bố khỏi những mục tiêu quan trọng. Ngày 14 tháng 08 năm 1996, quân đội Nga tái kiểm soát hoàn toàn thành phố Grozny một lần nữa, đó là trận đánh thứ ba ở Grozny trong Chiến tranh Chechnya. Trận đánh này bắt đầu khi các phiến quân chống đối Dudayev cùng với quân Nga bất ngờ công kích. Đây là trận đánh dẫn đến thỏa thuận ngừng bắn cuối cùng giữa hai bên.
Trong trận này, Nga có ưu thế về quân số và vũ khí, nhưng chiến thuật của họ không phù hợp, tinh thần chiến đấu thấp và binh sĩ chỉ được huấn luyện sơ sài, nên đã bị thiệt hại nặng vì sức chống trả quá dữ dội của quân Chechnya, khiến họ phải đề nghị ngừng bắn.. Nhưng rồi một sự kiện lịch sử bước ngoặt diễn ra vào tháng 4 năm 1996, quân đội Nga đã bắt được tín hiệu vô tuyến điện và thông qua vệ tinh quân sự, tín hiệu này ngay lập tức được truyền đến máy bay chiến đấu đang chờ lệnh trên không. Chiếc máy bay này căn cứ theo tín hiệu, bắn một quả tên lửa không đối đất xóa xổ mục tiêu đã định. Sau vụ việc, Dudayev được chứng minh là đã chết do quả tên lửa đó. Sau cái chết thê thảm của Dudayev, Boris Yeltsin vô cùng vui sướng. Ngày 23 tháng 8 năm 1996, Nga và Chechnya ký kết hiệp định ngừng bắn. Quân đội Nga rút về nước, kêt thúc cuộc chiến tranh lần thứ nhất tại Chechnya.